# Alsophila fulgens
Alsophila fulgens là một loài thực vật có mạch trong họ Cyatheaceae. Loài này được (C. Chr.) D.S. Conant mô tả khoa học đầu tiên năm 1983.